# Liste der Monuments historiques in Chessy-les-Prés
Die Liste der Monuments historiques in Chessy-les-Prés führt die Monuments historiques in der französischen Gemeinde Chessy-les-Prés auf.

## Liste der Immobilien
| Bezeichnung                       | Beschreibung                                                                        | Standort                    | Kennzeichnung | Schutzstatus | Datum | Bild           |
| --------------------------------- | ----------------------------------------------------------------------------------- | --------------------------- | ------------- | ------------ | ----- | -------------- |
| Kirche Notre-Dame-de-l’Assomption | im Kern aus dem 12. Jahrhundert, Anfang des 16. Jahrhunderts umfassend neugestaltet | Rue de la République (Lage) | PA00078084    | Inscrit      | 1925  | weitere Bilder |

## Liste der Objekte
| Bezeichnung                         | Beschreibung                                                                   | Standort                                        | Kennzeichnung | Schutzstatus | Datum | Bild |
| ----------------------------------- | ------------------------------------------------------------------------------ | ----------------------------------------------- | ------------- | ------------ | ----- | ---- |
| Walzenorgel                         | Haupteintrag für PM10000599                                                    | in der Kirche Notre-Dame-de-l’Assomption (Lage) | PM10004976    | Classé       | 1980  |      |
| Instrumentalteil der Orgel          | 1843 von Nicolas-Antoine Lété gebaut                                           | in der Kirche Notre-Dame-de-l’Assomption (Lage) | PM10000599    | Classé       | 1980  |      |
| Relief Bischofsweihe                | Kalkstein, bezeichnet 1580                                                     | in der Kirche Notre-Dame-de-l’Assomption (Lage) | PM10000593    | Classé       | 1908  |      |
| Adlerpult                           | Holz, Ende des 16. Jahrhunderts                                                | in der Kirche Notre-Dame-de-l’Assomption (Lage) | PM10000594    | Classé       | 1913  |      |
| Dalmatik                            | Seide, bestickt, 18. Jahrhundert; verschwunden                                 | in der Kirche Notre-Dame-de-l’Assomption (Lage) | PM10000595    | Classé       | 1964  |      |
| Skulptur Madonna mit Kind und Vogel | Kalkstein, farbig gefasst, 14. oder 15. Jahrhundert                            | in der Kirche Notre-Dame-de-l’Assomption (Lage) | PM10004932    | Inscrit      | 2001  |      |
| Skulptur Heilige Barbara            | mit Stifterfigur; Kalkstein, farbig gefasst, erste Hälfte des 16. Jahrhunderts | in der Kirche Notre-Dame-de-l’Assomption (Lage) | PM10003910    | Inscrit      | 2001  |      |
| Kasel (1)                           | Seide, bestickt, Anfang des 19. Jahrhunderts; verschwunden                     | in der Kirche Notre-Dame-de-l’Assomption (Lage) | PM10000596    | Classé       | 1964  |      |
| Zwei Kirchenfenster                 | aus dem 16. Jahrhundert                                                        | in der Kirche Notre-Dame-de-l’Assomption (Lage) | PM10000592    | Classé       | 1894  |      |
| Kasel (2)                           | Seide, bestickt, 18. Jahrhundert; verschwunden                                 | in der Kirche Notre-Dame-de-l’Assomption (Lage) | PM10000597    | Classé       | 1964  |      |
| Sessel                              | Eichenholz, bemalt, Ende des 18. Jahrhunderts                                  | in der Kirche Notre-Dame-de-l’Assomption (Lage) | PM10000598    | Classé       | 1977  |      |